# Арабы в Таджикистане
Арабы — одно из национальных меньшинств Таджикистана.

## Численность
Численность арабов по данным переписи 2000 года составила 14450 человек. По неофициальным данным «Общества арабов Республики Таджикистан», численность арабов составляет 40200 человек. Арабским языком (точнее, бухарским диалектом) владеют 35,7 % арабов, дополнительно практически все владеют тремя языками: русским, узбекским, таджикским.
Арабы проживают в основном компактно на юге Таджикистана в населённых пунктах Айвадж, Шаартуз, Сайёд, Кубодиён, Арабхона, Арабхона 2,Хушоди, Пяндж, Фархор. Небольшое количество арабов проживает в Душанбе, в Гиссарском и Турсунзадевском районах Таджикистана.

## История
Арабы пришли в Среднюю Азию тремя потоками в различное время, начиная с VII — века до XVII века. После завоевания арабами Средней Азии в VII—XVI веках в главных городах Мавераннахра — Бухаре и Самарканде — были оставлены арабские гарнизоны. Из Басры и Куфы в Хорасан были переселены около 50 тысяч арабских семей.
Внешне арабы отличаются от таджиков цветом кожи и типом лица, но обряды и традиции у них такие же, как у таджиков.
Ранее арабским женщинам не разрешалось выходить замуж за неараба, однако мужчины-арабы могли взять в жены таджикских или узбекских женщин. Во времена СССР многие арабы указывали себя таджиками, однако после 1992 года многие вновь признали себя арабами.
Во время гражданской войны в Таджикистане осенью 1992 года таджикистанские арабы активно выступили на стороне Народного фронта Таджикистана. Согласно сообщениям, молодые люди арабского происхождения под угрозой физической расправы вынуждали соседей-каратегинцев бросать дома и имущество и уезжать. Отмечались также случаи убийств арабами каратегинцев. Однако один из руководителей арабской общины в Таджикистане, кандидат экономических наук Ш. Акрамов утверждал, что он лично и другие руководители арабской общины, проживавшие в Душанбе, делали попытки примирить враждующие стороны.